# 果作语
果作语是中国云南省金平苗族瑶族傣族自治县和绿春县一种哈尼语支语言。
果作语由施建光(2011)记录。

## 分布
在绿春县, 果作语使用于平河区的下列村(《绿春县志》 1992):车里、新寨、东哈、则东。
金平苗族瑶族傣族自治县民族志(2013:89, 101)报告国昨语(郭卓语)在者米、勐拉和金水河等乡使用，截至2005年包括1,953户和8,398人。Shi (2011)记录了金平苗族瑶族傣族自治县金水河镇普角村果作方言。
哈尼族社会历史调查(2009)报告格邹语分布在金平苗族瑶族傣族自治县下列村(注释：哈尼村名在汉村名前)：
- 三区: 里加扎(翁当寨[11])、那纽普玛(大其寨[12])、那纽扎(小其寨[13][14])
- 四区: 苟切扎(五了果寨)、斯楼丘扎(独果寨)、达普扎(平安寨[15])、切玛扎(河边寨[16])、吴普扎(新安寨)